# Elekes Zoltán (labdarúgó)
Elekes Zoltán (1967. augusztus 12. –) labdarúgó, edző.

## Pályafutása
1967. augusztus 12-én született, s 1980-ban lett a Vasvári HSK igazolt játékosa. Az első edzői Sejber István és Lóránt Károly voltak. A serdülőben kezdett, majd az ificsapat következett, s 17 évesen már felnőtt kerethez tartozott. Vallja: megtisztelés volt számára együtt játszani Mihalecz Istvánnal, Fedor Sándorral, akik későbbi pályafutása során edzői is lettek. 1987. februárjától Tapolcán a katonaság csapatában játszott, majd 1988 augusztusában visszatért Vasvárra, az akkori megyei II-ben szereplő csapatba. A félszezonban a ZTE NB I-es gárdájához igazolt, a Rónai István és Mihalecz István irányította csapatba, február 25-én Vácon már bajnoki mérkőzésen kezdőként lépett pályára és kétéves szerződést kapott. A ZTE NB I-ből való kiesése után Szőcs János, volt szövetségi kapitány invitálására került a Péti MTE NB III-as csapatához. Majd a Sárvári Kinizsi hívására mondott igent, ahol egy évet játszott szintén az NB III-ban. Eztán a Püspökmolnári csapatában játékos-edzőként töltött hét évet, ahol öt aranyérmet szereztek, illetve Mitropa-kupát nyertek. Felkerülve az NB III-ban bronzérmet szereztek.
A pályafutása Körmenden folytatódott, ahol az MTE csapatában két évet játszott és az NB III-as bajnokcsapat tagja lett. További csapatai a megyei I. osztályban a Rum, a Nádasd, ahol játékos-edzőként tevékenykedett. Edzőként az NB III-ban szereplő Répcelak csapatát irányította a 2010/2011-es szezonban.
Jelenleg a Nádasd csapatánál dolgozik edzőként és játszik a megyei III. osztályban szereplő Alsóújlak csapatában, valamint már egy évtizede heti rendszerességgel a Körmend öregfiúk csapatában.
A körmendi csapattal számos nemzetközi tornagyőzelem mellett - Magyarországot képviselve - Belgiumban veretlenül Európai-bajnoki aranyérmet nyert.